# تپه بی‌بی شاه خاتون
تپه بی بی شاه خاتون مربوط به دوران‌های تاریخی پس از اسلام است و در شهرستان بیضا، بخش بیضاء، روستای دشمن زیاری واقع شده و این اثر در تاریخ ۱۲ بهمن ۱۳۸۱ با شمارهٔ ثبت ۷۱۸۱ به‌عنوان یکی از آثار ملی ایران به ثبت رسیده است.